# Niebieska tancbuda
Niebieska tancbuda – album muzyczny wydany przez polską grupę Stare Dobre Małżeństwo w 1993 roku.
Teksty wszystkich utworów są autorstwa Edwarda Stachury, muzykę napisał Krzysztof Myszkowski. Nagrania zarejestrowano w Studiu „Giełda” w Poznaniu.
Kasetę magnetofonową Niebieska tancbuda wydała w 1993 łódzka firma Dalmafon (06). Reedycja na CD ukazała się w 1998 nakładem Pomaton EMI.
Nagrania uzyskały status złotej płyty.

## Muzycy
- Wojciech Czemplik – skrzypce, chórki
- Krzysztof Myszkowski – śpiew, gitara, harmonijka ustna
- Roman Ziobro – gitara basowa, kontrabas, fortepian, chórki
- Ryszard Żarowski – gitary, chórki

oraz
- Beata Strzecha – śpiew
- Stefan Błaszczyński – flet
- Wojciech Kurkowski – instrumenty klawiszowe
- Tadeusz Oliwa – fortepian, perkusja
- Sławomir Plota – chórki
- Maciej Straburzyński – chór chłopięcy
- Mariusz Wilke – gitara elektryczna
- Jacek Wolski – gitara elektryczna

## Lista utworów
| Strona A |                                      |      |
| 1.       | Narodziny świata                     | 3:36 |
| 2.       | Urodziny                             | 3:40 |
| 3.       | Piosenka dla robotnika rannej zmiany | 2:16 |
| 4.       | Ona sobie tego nie życzy             | 1:37 |
| 5.       | Wypłakałem oczy niebieskie           | 2:54 |
| 6.       | Czy warto?                           | 2:20 |
| 7.       | Odezwij się                          | 4:26 |
| 8.       | Zabraknie ci psa                     | 2:57 |
| Strona B |                                      |      |
| 9.       | Banita                               | 3:31 |
| 10.      | Może się stanie raz jeden cud        | 4:27 |
| 11.      | Przebyłem noc właśnie ...            | 3:20 |
| 12.      | Piosenka dla Rafała Urbana           | 4:26 |
| 13.      | Komunia                              | 1:40 |
| 14.      | Dziękczynienie                       | 3:07 |
| 15.      | Dokąd idziesz? Do Słońca!            | 3:40 |

## Informacje uzupełniające
- Produkcja nagrań – Stare Dobre Małżeństwo
- Realizacja nagrań – Piotr Kubacki, Jacek Frączek
- Projekt okładki – Anna „Maja” Walczakiewicz
- Remastering – Grzegorz Piwkowski
- Okładka (reedycja na CD) – Marcin Kwietowicz
- Zdjęcia – Aleksander Walas